# Футбол в Сербии
Футбол — один из самых популярных видов спорта в Сербии.

## Система футбольных лиг Сербии
| Уровень | Лиги/Зоны                    | Лиги/Зоны                    | Лиги/Зоны                    | Лиги/Зоны                    | Лиги/Зоны                    | Лиги/Зоны                    | Лиги/Зоны                    | Лиги/Зоны                    |
| ------- | ---------------------------- | ---------------------------- | ---------------------------- | ---------------------------- | ---------------------------- | ---------------------------- | ---------------------------- | ---------------------------- |
| 1       | Суперлига Сербии 16 клубов   | Суперлига Сербии 16 клубов   | Суперлига Сербии 16 клубов   | Суперлига Сербии 16 клубов   | Суперлига Сербии 16 клубов   | Суперлига Сербии 16 клубов   | Суперлига Сербии 16 клубов   | Суперлига Сербии 16 клубов   |
| 2       | Первая лига Сербии 18 клубов | Первая лига Сербии 18 клубов | Первая лига Сербии 18 клубов | Первая лига Сербии 18 клубов | Первая лига Сербии 18 клубов | Первая лига Сербии 18 клубов | Первая лига Сербии 18 клубов | Первая лига Сербии 18 клубов |
| 3       | Сербская лига 64 клуба       | Сербская лига 64 клуба       | Сербская лига 64 клуба       | Сербская лига 64 клуба       | Сербская лига 64 клуба       | Сербская лига 64 клуба       | Сербская лига 64 клуба       | Сербская лига 64 клуба       |
| 3       | «Белград» 16 клубов          | «Воеводина» 16 клубов        | «Воеводина» 16 клубов        | «Восток» 16 клубов           | «Восток» 16 клубов           | «Запад» 16 клубов            | «Запад» 16 клубов            | «Запад» 16 клубов            |
| 4       | Зональная лига 138 клубов    | Зональная лига 138 клубов    | Зональная лига 138 клубов    | Зональная лига 138 клубов    | Зональная лига 138 клубов    | Зональная лига 138 клубов    | Зональная лига 138 клубов    | Зональная лига 138 клубов    |
| 4       | «Белград» 18 клубов          | «Восток» 18 клубов           | «Запад» 18 клубов            | «Поморавье-Тимоч» 18 клубов  | «Ниш» 18 клубов              | «Морава» 16 клубов           | «Дунай» 16 клубов            | «Дрина» 16 клубов            |

## Сезон 2008—2009

### Национальные соревнования
Победителями в Суперлиге сезона 2008—2009 годов стали:
| № | Клуб                    | И  | В  | Н | П | Голы  | О  |
| - | ----------------------- | -- | -- | - | - | ----- | -- |
| 1 | Партизан (Белград)      | 33 | 25 | 5 | 3 | 63-15 | 80 |
| 2 | Войводина (Нови-Сад)    | 33 | 18 | 7 | 8 | 46-25 | 61 |
| 3 | Црвена звезда (Белград) | 33 | 17 | 8 | 8 | 59-32 | 59 |

Победитель Кубка Сербии по футболу — Партизан, который выиграл финальный матч у клуба Севойно со счётом 3:0.

### Международные клубные соревнования
В Лиге чемпионов УЕФА принял участие победитель сезона 2007—2008 клуб Партизан.
| Раунд                         | Клуб     | Соперник     | 1 матч | 2 матч | Итог                         |
| ----------------------------- | -------- | ------------ | ------ | ------ | ---------------------------- |
| Второй квалификационный раунд | Партизан | Интер (Баку) | 1:1    | 2:0    | 3:1, выход в следующий раунд |
| Третий квалификационный раунд | Партизан | Фенербахче   | 2:2    | 1:2    | 3:4, выбыл в Кубок УЕФА      |

В Кубке УЕФА приняло участие 3 клуба: Црвена звезда и Войводина занявшие 2 и 3 места в национальном Чемпионате, а также клуб Борац — финалист Кубка Сербии. Победитель Кубка Сербии Земун не прошёл процедуру лицензирования УЕФА и был исключён из розыгрыша. Позже к ним присоединился Партизан, выбывший из Лиги Чемпионов.
| Раунд                         | Клуб          | Соперник            | 1 матч | 2 матч | Итог                                       |
| ----------------------------- | ------------- | ------------------- | ------ | ------ | ------------------------------------------ |
| Первый квалификационный раунд | Борац         | Дачия               | 1:1    | 3:1    | 4:2, выход в следующий раунд               |
| Первый квалификационный раунд | Войводина     | Олимпик (Баку)      | 1:0    | 1:1    | 2:1, выход в следующий раунд               |
| Второй квалификационный раунд | Борац         | Локомотив (София)   | 1:0    | 1:1    | 2:1, выход в следующий раунд               |
| Второй квалификационный раунд | Войводина     | Хапоэль (Тель-Авив) | 0:0    | 0:3    | 0:3, выбыл из участия                      |
| Второй квалификационный раунд | Црвена звезда | АПОЭЛ               | 2:2    | 3:3    | 5:5, выбыл из участия, гол на выезде       |
| Первый раунд                  | Партизан      | Тимишоара           | 2:1    | 1:0    | 3:1, выход в следующий раунд               |
| Первый раунд                  | Борац         | Аякс                | 1:4    | 0:2    | 1:6, выбыл из участия                      |
| Групповой раунд, группа C     | Партизан      | Сампдория           | 1:2    | -      | Последнее место в группе, выбыл из участия |
| Групповой раунд, группа C     | Партизан      | Штутгарт            | 0:2    | -      | Последнее место в группе, выбыл из участия |
| Групповой раунд, группа C     | Партизан      | Стандарт (Льеж)     | 0:1    | -      | Последнее место в группе, выбыл из участия |
| Групповой раунд, группа C     | Партизан      | Севилья             | 0:3    | -      | Последнее место в группе, выбыл из участия |

В Кубке Интертото в июне 2008 принял участие клуб ОФК Белград.
| Раунд       | Клуб        | Соперник | 1 матч | 2 матч | Итог                  |
| ----------- | ----------- | -------- | ------ | ------ | --------------------- |
| Второй круг | ОФК Белград | Панионис | 1:0    | 1:3    | 2:3, выбыл из участия |

### Матчи сборной
| №  | Дата             | Статус матча | Соперник          | Счёт | Стадион                                   | Тренер |
| -- | ---------------- | ------------ | ----------------- | ---- | ----------------------------------------- | ------ |
| 1  | 6 сентября 2008  | ОЧМ-2010     | Фарерские острова | 2:0  | Сербия, Белград, «Црвена звезда»          | Антич  |
| 2  | 10 сентября 2008 | ОЧМ-2010     | Франция           | 1:2  | Франция, Париж, Сен-Дени, «Стад де Франс» | Антич  |
| 3  | 11 октября 2008  | ОЧМ-2010     | Литва             | 3:0  | Сербия, Белград, «Црвена звезда»          | Антич  |
| 4  | 15 октября 2008  | ОЧМ-2010     | Австрия           | 3:1  | Австрия, Вена, «Эрнст Хаппель»            | Антич  |
| 5  | 19 ноября 2008   | ТМ           | Болгария          | 6:1  | Сербия                                    | Антич  |
| 6  | 14 декабря 2008  | ТМ           | Польша            | 0:1  | Сербия                                    | Антич  |
| 7  | 10 февраля 2009  | ТМ           | Кипр              | 2:0  | Кипр                                      | Антич  |
| 8  | 11 февраля 2009  | ТМ           | Украина           | 0:1  | Украина                                   | Антич  |
| 9  | 28 марта 2009    | ОЧМ-2010     | Румыния           | 3:2  | Румыния, Констанца, «Фарул»               | Антич  |
| 10 | 1 апреля 2009    | ТМ           | Швеция            | 2:0  | Сербия                                    | Антич  |
| 11 | 6 июня 2009      | ОЧМ-2010     | Австрия           | 1:0  | Сербия, Белград, «Црвена звезда»          | Антич  |
| 12 | 10 июня 2009     | ОЧМ-2010     | Фарерские острова | 2:0  | Фарерские острова, Торсхавн, «Торшвотль»  | Антич  |
| 13 | 12 августа 2009  | ТМ           | ЮАР               | 3:1  | ЮАР                                       | Антич  |

## Сезон 2009/10

### Национальные соревнования
Победители Суперлиги сезона 2009/10 годов
| № | Клуб | И | В | Н | П | Голы | О |
| - | ---- | - | - | - | - | ---- | - |
| 1 |      |   |   |   |   |      |   |
| 2 |      |   |   |   |   |      |   |
| 3 |      |   |   |   |   |      |   |

### Международные клубные соревнования
В Лиге чемпионов УЕФА принял участие победитель сезона 2008—2009 клуб Партизан.
| Раунд                         | Клуб     | Соперник | 1 матч | 2 матч | Итог                          |
| ----------------------------- | -------- | -------- | ------ | ------ | ----------------------------- |
| Второй квалификационный раунд | Партизан | Рил      | 4:0    | 8:0    | 12:0, выход в следующий раунд |
| Третий квалификационный раунд | Партизан | АПОЭЛ    | 0:2    | 1:0    | 1:2, выбыл в Лигу Европу УЕФА |

В Лиге Европы УЕФА приняло участие 3 клуба: Войводина и Црвена звезда, занявшие 2 и 3 места в национальном Чемпионате, а также клуб Севойно — финалист Кубка Сербии. Победитель Кубка Сербии Партизан участвовал в Лиге чемпионов УЕФА и позже выбыл из неё.
| Раунд                            | Клуб          | Соперник         | 1 матч | 2 матч | Итог                                        |
| -------------------------------- | ------------- | ---------------- | ------ | ------ | ------------------------------------------- |
| Второй квалификационный раунд    | Севойно       | Каунас           | 0:0    | 1:1    | 1:1, выход в следующий раунд, гол на выезде |
| Второй квалификационный раунд    | Црвена звезда | Рудар            | 1:0    | 4:0    | 5:0, выход в следующий раунд                |
| Третий квалификационный раунд    | Войводина     | Аустрия (Вена)   | 1:1    | 2:4    | 3:5, выбыл из участия                       |
| Третий квалификационный раунд    | Севойно       | Лилль            | 0:2    | 0:2    | 0:4, выбыл из участия                       |
| Третий квалификационный раунд    | Црвена звезда | Динамо (Тбилиси) | 0:2    | 5:2    | 5:4, выход в следующий раунд                |
| Четвёртый квалификационный раунд | Црвена звезда | Славия (Прага)   | 0:3    | 2:1    | 2:4, выбыл из участия                       |
| Четвёртый квалификационный раунд | Партизан      | Жилина           | 1:1    | 2:0    | 3:1, выход в следующий раунд                |
| Групповой раунд, группа J        | Партизан      | Шахтёр (Донецк)  | 1:4    | 1:0    | последнее место в группе, выбыл из участия  |
| Групповой раунд, группа J        | Партизан      | Брюгге           | 0:2    | 2:4    | последнее место в группе, выбыл из участия  |
| Групповой раунд, группа J        | Партизан      | Тулуза           | 2:3    | 0:1    | последнее место в группе, выбыл из участия  |

### Матчи сборной
| № | Дата            | Статус матча | Соперник          | Счёт | Стадион                          | Тренер |
| - | --------------- | ------------ | ----------------- | ---- | -------------------------------- | ------ |
| 1 | 9 сентября 2009 | ОЧМ-2010     | Франция           | 1:1  | Сербия, Белград, «Црвена звезда» | Антич  |
| 2 | 10 октября 2009 | ОЧМ-2010     | Румыния           | 5:0  | Сербия, Белград, «Црвена звезда» | Антич  |
| 3 | 14 октября 2009 | ОЧМ-2010     | Литва             | 1:2  | Литва                            | Антич  |
| 4 | 14 ноября 2009  | ТМ           | Северная Ирландия | 1:0  | Северная Ирландия                | Антич  |
| 5 | 18 ноября 2009  | ТМ           | Южная Корея       | 1:0  | Южная Корея                      | Антич  |